# Antonio Espiñeira
Antonio Espiñeira Riesco (Valparaíso, 1855-Santiago, 26 de agosto de 1907) fue un abogado y político chileno. 

## Biografía
Hijo de Domingo de Espiñeira y Fernández de Cotoledo y de Rafaela Riesco Puente.
Estudió en el Instituto Nacional y en el Colegio de los Sagrados Corazones de Santiago durante los años 1870-1872. Posteriormente estudió a la Derecho en la Universidad de Chile, donde se graduó en Bachiller en Humanidades en 1873.
Se dedicó a la agricultura, explotando un fundo y molino en Rancagua.

## Carrera política
Fue militante del Partido Conservador.
Fue elegido diputado por Caupolicán y Cachapoal para el periodo 1888-1891. Integró la comisión permanente de Constitución, Legislación y Justicia. Ocuparía el mismo escaño para el periodo 1894-1897, ocasión en que formó parte de la comisión permanente de Agricultura y Colonización.
Se desempeñó como miembro de la Junta de Alcaldes en Rancagua el 24 de septiembre de 1891, siendo el primer alcalde elegido con la nueva Ley de Comuna Autónoma. Paralelamente fue intendente interino de la provincia de O'Higgins, en enero de 1892, cargo que posteriormente ejercería en propiedad entre el 11 de marzo de 1904 y el 19 de octubre de 1906, fecha en que renunció.